# Копие
Вижте пояснителната страница за други значения на Копие.
Копието е хладно оръжие, (в повечето случаи метателно, но може да бъде използвано и при близък бой), използвано за ловни, спортни или военни цели. Обикновено представлява дълга права дървена дръжка със заострено острие, което може да е или самият заострен връх на дръжката (в най-първоначалния си вид), или друга част (най-често метална, в миналото и каменна), прикрепена към нея. Дротик е термин за същото оръжие.

## История
Изработването и употребата на копия не се практикува само от хора. Шимпанзетата от вида Pan troglodytes verus също са способни на това. Наблюдавани са шимпанзета близо до Кедугу в Сенегал, които създават копия, като чупят прави клони от дървета, премахват кората им и страничните им клонки и ги заострят със зъбите си. След това шимпанзетата използват оръжията си, за да ловуват галагови, спящи в хралупи. 
Археологическите находки, намерени на територията на днешна Германия, показват, че дървени копия са се използвали за лов от поне 400 хил. години. Изследване от 2012 г. в ЮАР показва, че човекоподобни, вероятно Homo heidelbergensis, може би са развили технология на копия с каменни върхове в Африка преди около 500 хил. години. Дървото не се запазва добре през годините, поради което някои приматолози допускат, че е възможно ранните хора да използвали дървени копия още преди пет милиона години, по подобие на днешни шимпанзета. Неандерталците построяват копия с остриета от камък преди 300 хил. години, а преди около 250 хил. години дървените копия започват да се изработват чрез закаляване на огън.
Преди 200 хил. палеолитните хора започват да правят каменни остриета от кремък с отлюспени ръбове, които се използват като върхове на копия. Тези каменни глави се закрепят към копията със смола или с животински сухожилия, кожени връзки или растителни влакна. През този период продължава да се наблюдава ясно разграничение между копията, предназначени за хвърляне, и тези, проектирани за ръкопашен бой.
С течение на времето копията започват да се използват не само за лов, но и във военното дело. Това е основното оръжие в „Илиада“ на Омир, където се споменава като оръжие както за мятане, така и за ръкопашен бой. През 7 век пр.н.е. древните гърците измислят пехотната формация фаланга, в чиято основа е хоплитът, въоръжен с 2,1 – 2,7 m копие с железен връх – дору. Хоплитите във фаланги доминират в сраженията между гръцките полиси от 7 до 4 век пр.н.е.

### В България
Близо до днешното село Мадара в Североизточна България се намира изсечен в скалата средновековен барелеф наричан Мадарски конник. Обявен е от ЮНЕСКО за паметник на световното културно наследство.  Изобразява конник, лъв, куче, орел и надписи. Конникът е в ход надясно, в близка до естествената големина и с връхна дреха до коленете. С лявата си ръка държи юздите на коня, който е възседнал, а с дясната ръка хвърля късо копие върху поваления под предните крака на коня лъв. Най-признатата теза е за прабългарския произход на релефа, свързваща изображението с хан/кан Тервел (701 – 721 г.).

## Видове копия за лов
- Копие с ограничител: Използва се при лов и има за цел ограничаване на дълбочината на проникване в тялото на животното.
- Дротик е метателно оръжие, представляващо късо и леко копие
- Харпун е подобно на копие оръжие, предназначено за ловене на риба
- Тризъбецът е копие с три заострени върха